# Opuscules philosophiques et littéraires, la plupart posthumes ou inédites
Les Opuscules philosophiques et littéraires, la plupart posthumes ou inédites est un recueil de textes du XVIIIe siècle constitué par Jean Baptiste Antoine Suard et Simon-Jérôme Bourlet de Vauxcelles et édité à Paris par l’imprimerie du Chevet en 1796. Il se présente sous la forme d'une monographie de 270 pages in-12° ; quelques exemplaires ont été imprimés en in-8° sur papier vélin.
Il contient les 8 textes suivants :
- p. 1, des Réflexions sur le bonheur par madame du Chastelet ;
- p. 45, une Anecdote sur le Roi de Prusse par Thomas ;
- p. 73, L’Entretien d'un philosophe avec la maréchale de *** de Denis Diderot.
- p. 111, Du bonheur des sots par M. Necker ;
- p. 125, Le bon homme, Conte moral ou Histoire scandaleuse ;
- p. 132, Le vrai philosophe par César Chesneau Dumarsais[3]
- p. 169, Les femmes par le feu abbé Galliani (sic) ;
- p. 187, Le Supplément au voyage de Bougainville de Denis Diderot.

Ce recueil hétéroclite semble s'articuler autour de Diderot : deux de ses œuvres y sont reprises et le Supplément au voyage de Bougainville qui occupe à lui seul près d'un tiers du volume, apparait en fait pour la première fois ici sous forme de monographie.